# Jordan (företag)
Jordan är ett multinationellt företag baserat i Oslo i Norge som är inriktat på tand- och munhygien samt tandborstar. Bolaget ingår i Orkla sedan 2012.
Jordan grundades som W. Jordan Börste & Penselfabrik av Wilhelm Jordan som invandrat till Norge från Danmark. Bolaget började med att tillverka kammar och sopborstar. 1927 följde tillverkningen av tandborstar. 1955 lanserades den första diskborsten med plastskaft. 1966 startade produktionen av tandpetare. 1975 ändrades bolagets namn från A/S W. Jordan Børste & Penselfabrik till Jordan AS.
A&E Design ritade diskborstmodellen 1230 för Jordan, en diskborste som sålts i 67 miljoner exemplar.
1989 köptes Anza.
Produktionen var först i Oslo och 1969 öppnade ytterligare en fabrik i Flisa. Oslofabriken lades ned 2000.